# Harry und Tonto
Harry und Tonto (Originaltitel: Harry and Tonto) ist eine US-amerikanische Filmkomödie des Regisseurs Paul Mazursky aus dem Jahr 1974.

## Handlung
Der 72-jährige, pensionierte Lehrer Harry Coombes aus New York muss aus seiner Wohnung ausziehen, weil sein Häuserblock abgerissen werden soll. Widerwillig lässt sich der Witwer mit seinem Sessel auf die Straße tragen. Zunächst kommt er bei seinem Sohn Burt unter, der ihm anbietet, dauerhaft in seinem Haus wohnen zu können. Doch Harry möchte lieber seine Unabhängigkeit durch eine eigene Wohnung bewahren, und auch Burts Frau Elaine ist unglücklich bei dem Gedanken, den Großvater dauerhaft im Haus zu haben. Die Suche nach einer neuen Wohnung verläuft schleppend. Da stirbt auch noch Harrys Freund Jacob, mit dem er sich häufig auf einer Parkbank getroffen und unterhalten hatte, was Harry weiter ins Nachdenken bringt.
Harry entschließt sich, mit seinen Besitztümern und seiner Katze Tonto eine Reise zu seiner Tochter Shirley nach Chicago zu machen. Wegen Tonto fährt Harry mit einem Bus, anstatt zu fliegen, doch auch die Busfahrt ist nicht das Richtige für die Katze. Also kauft sich Harry einen Gebrauchtwagen und begibt sich auf die lange Reise. Unterwegs trifft er die Anhalterin Ginger, der er von seiner früheren Jugendliebe Jessie Stone erzählt, die ihn dann aber vor einer möglichen Hochzeit abserviert hatte. Er hat Jessie Stone seit Jahrzehnten nicht gesehen, weiß aber durch ihre Briefe, in welcher Stadt sie wohnt. Er und Ginger fahren einen Umweg zu dieser Stadt. Sie spüren Jessie Stone in einem Altenheim auf, doch die demente Frau kann sich kaum noch an Harry erinnern. Trotzdem tanzen sie miteinander.
In Chicago angekommen, treffen sie auf die Tochter Shirley. Die viermal geschiedene Buchhändlerin hat ihre eigenen Probleme, ihr Vater und sie schätzen sich, geraten aber immer wieder in Streitereien. In Chicago wartet auch Burts sehr schüchterner Sohn Norman, auf Wunsch von Burt soll er den Großvater zurück nach New York bringen. Harry hat sich inzwischen aber entschieden, seine Reise fortzusetzen, zumal er nie weiter als Chicago in seinem Leben kam. Er möchte nun auch zu seinem dritten Kind zu fahren, dem Sohn Eddie, der in Los Angeles lebt. Er nimmt auch Ginger und Norman auf die Reise mit, die sich verlieben und sich entschließen, zusammen einer Kommune in Colorado beizutreten. Harry ist wohlwollend und überlässt den beiden jungen Menschen sein Auto. Den Rest des Weges will er per Anhalter fahren. Dort lernt er auf seiner Fahrt unterschiedliche Menschen kennen und hat etwa ein Erlebnis mit einer Prostituierten. Harry, der anfangs so stur gegen jede Veränderung war, begreift nun diese als notwendigen Teil des Lebens.
Harry gelangt nach Las Vegas, wo er sich im Spielcasino vergnügt und im betrunkenen Zustand in der Öffentlichkeit uriniert. Hierfür landet er kurzzeitig im Gefängnis und trifft dabei den freundlichen amerikanischen Ureinwohner Sam Twofeathers. Schließlich kommt er in Los Angeles an und wird von Eddie in seinem großen, luxeriösen Wagen abgeholt. Es stellt sich aber schnell heraus, dass das Leben des Immobilienmaklers Eddie mehr Schein als Sein ist: er ist verschuldet, ohne festen Job und furchtbar alleine. Harry entscheidet sich deshalb, in Eddies Nähe in Los Angeles wohnen zu bleiben. Mit der Zeit findet Harry neue Freunde und schätzt das meist gute Wetter, doch er muss auch den Tod seiner betagten Katze Tonto erdulden. Als einmal eine Katze am Strand vorbeiläuft, die wie Tonto aussieht, folgt er ihr an den Strand, lässt sie aber laufen.

## Hintergrund
Für die Titelrolle war zunächst James Cagney vorgesehen.
Um die Katzen, die Tonto darstellen, vor die Kamera zu bewegen, wurden Stücke frischer Leber um Carney herum platziert.

## Kritiken
Der film-dienst sah in Mazurskys Regiearbeit „[e]ine sehr humorvolle, subtile Komödie mit melancholischen Untertönen“. Harry und Tonto sei „geprägt von feinem Witz und dem hervorragenden Spiel des Hauptdarstellers“. Cinema beschreibt den Film als „heiter-besinnliches Roadmovie“, das als „Plädoyer für mehr Menschlichkeit“ überzeuge und ein „[m]elancholischer Mutmacher“ sei.
In der New York Times meinte Nora Sayre: „Die Erzählung dieses sympathischen Films schwankt am Rande der Sentimentalität, [...] viel zu langsam inszeniert, was die komischen Momente und den Sozialkommentar vermindert.“

## Auszeichnungen
- 1975: Oscar in der Kategorie Bester Hauptdarsteller (Art Carney)
- 1975: Oscar-Nominierung in der Kategorie Bestes Originaldrehbuch (Paul Mazursky, Josh Greenfeld)
- 1975: Golden Globe in der Kategorie Bester Hauptdarsteller – Komödie oder Musical (Art Carney)

## Deutsche Fassung
Eine erste deutsche Synchronfassung entstand 1980 für das Fernsehen.
| Figur            | Darsteller      | Deutscher Sprecher |
| ---------------- | --------------- | ------------------ |
| Harry Coombes    | Art Carney      | Heinz Engelmann    |
| Norman Coombes   | Josh Mostel     | Peter Thom         |
| Shirley Coombes  | Ellen Burstyn   | Viktoria Brams     |
| Eddie Coombes    | Larry Hagman    | Karl Walter Diess  |
| Jacob Rivetowski | Herbert Berghof | Günther Sauer      |
| Burt Jr.         | Cliff De Young  | Hans-Georg Panczak |
| Ginger           | Melanie Mayron  | Susanna Bonasewicz |